# Lisianski-sziget
A Lisianski-sziget (Hawaii nyelven: Papa'āpoho) a Északnyugati Hawaii-szigetek részének egyike, területe 1555.71 km², legmagasabb pontja 12 m-en helyezkedik el a tengerszint felett. Az alacsony átlagmagasságú, homokos korallsziget, körülbelül 905 tengeri mérföldre (1676 km) északnyugatra fekszik Honolulutól, Hawaiitól. A szigetet korall- és homokzátonyok veszik körül, köztük a kiterjedt Néva-zátony is. A szigetet csak helikopterrel vagy hajóval megközelíthető, a sziget délkeleti oldalán található keskeny homokos bejáraton keresztül.

## Adminisztráció
Adminisztráció szempontjából a Lisianski-sziget Honolulu városának és megyéjének része Hawaii államban. A Hawaii-szigetek Nemzeti Vadvédelmi Területének részeként azonban az Egyesült Államok Hal- és Vadvédelmi Szolgálata kezeli. Nincsenek állandó lakosai.

## Geológia és topográfia
A Lisianski-sziget mészkőből épül fel, amely egy körülbelül 20 millió évvel ezelőtt működő, kialudt pajzsvulkán elsüllyedt csúcsát takarja. A Lisianski-sziget az erózió lassú folyamatán megy keresztül, a sziget két legmagasabb homokdűnéje között egy mélyedés található, amely feltételezések szerint egy lagúna lehetett egykor, hasonló, mint a legközelebbi szomszédján, a Laysan-szigeten található. Emiatt a sziget hawaii neve, a Papa'āpoho „mélyedéses szigetet" jelent. Itt fészkel a Hawaiin fészkelő Bonin-szigeteki viharmadár több mint háromnegyede. A szigeten a felfedezett szubfosszíliák azt mutatják, hogy a szigeten egykor a napjainkban kizárólag a Laysan-szigeten őshonos laysani récepopulációk is előfordultak, valószínűleg az egykori lagúnában.

## Történelem
A sziget Jurij Liszjanszkij orosz birodalmi felfedezőről és haditengerészeti tisztről kapta a nevét. Liszjanszkij volt a parancsnoka az Orosz-amerikai Társaság Néva nevű kereskedőhajójának, amely 1805-ben az első orosz világkörüli hajózási felderítő küldetés közben zátonyra futott a szigeten. Liszjanszkij arról számolt be, hogy a sziget csekély érdeklődésre tart számot, azonban a környező zátonyok veszélyt jelentettek az elhaladó hajókra.
IV. Kamehameha király 1857. május 10-én kapcsolta a szigetet a Hawaii Királysághoz. 1890-ben az Észak Csendes-óceáni Foszfát Társaság (North Pacific Phosphate and Fertelizer Company) húszéves bérleti szerződést kötött a szigeten a Hawaii Királysággal.
A Hawaii Monarchia 1893-as megdöntése után Lisianski-sziget 1894-ben a Hawaii Köztársaság része lett. 1898. augusztus 12-én az Egyesült Államok annektálta Hawaiit, beleértve a Lisianski-szigetet is. 1909-ben a Lisianski-sziget Theodore Roosevelt amerikai elnök által létrehozott új Hawaii-szigetek Madárrezervátum része lett, amely később a Hawaii-szigetek Nemzeti Vadrezervátuma lett. Ez véget vetett a szigeten történő orvvadászatnak, amely jelentős fenyegetést jelentett a sziget madárpopulációjára nézve. A sziget Hawaii állam részévé vált, amikor az létrejött 1959 augusztusában.

## Néva-zátony

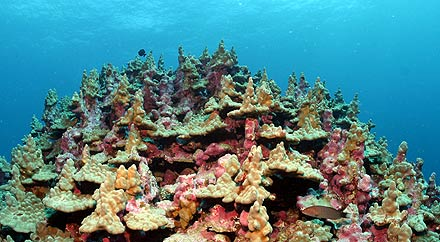
Korall a Néva-zátonynál

A Néva-zátony egy sekély zátony a Lisianski-szigettől közvetlenül délkeletre. Területe 979 km², több mint fele akkora, mint Oahu. Liszjanszkij a hajójáról, a Neváról nevezte el a zátonyt, amely jelentősen megnehezíti a sziget megközelítését, ezért napjainkban a sziget legkönnyebb megközelítési módja helikopterrel történik. A zátony huszonnégyféle korallnak és többféle halnak és egyéb tengeri élőlénynek biztosít élőhelyet

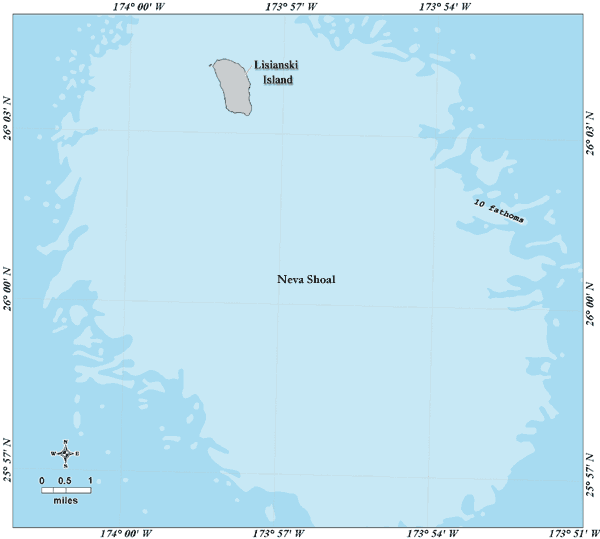
A Néva-zátony domborzati térképe

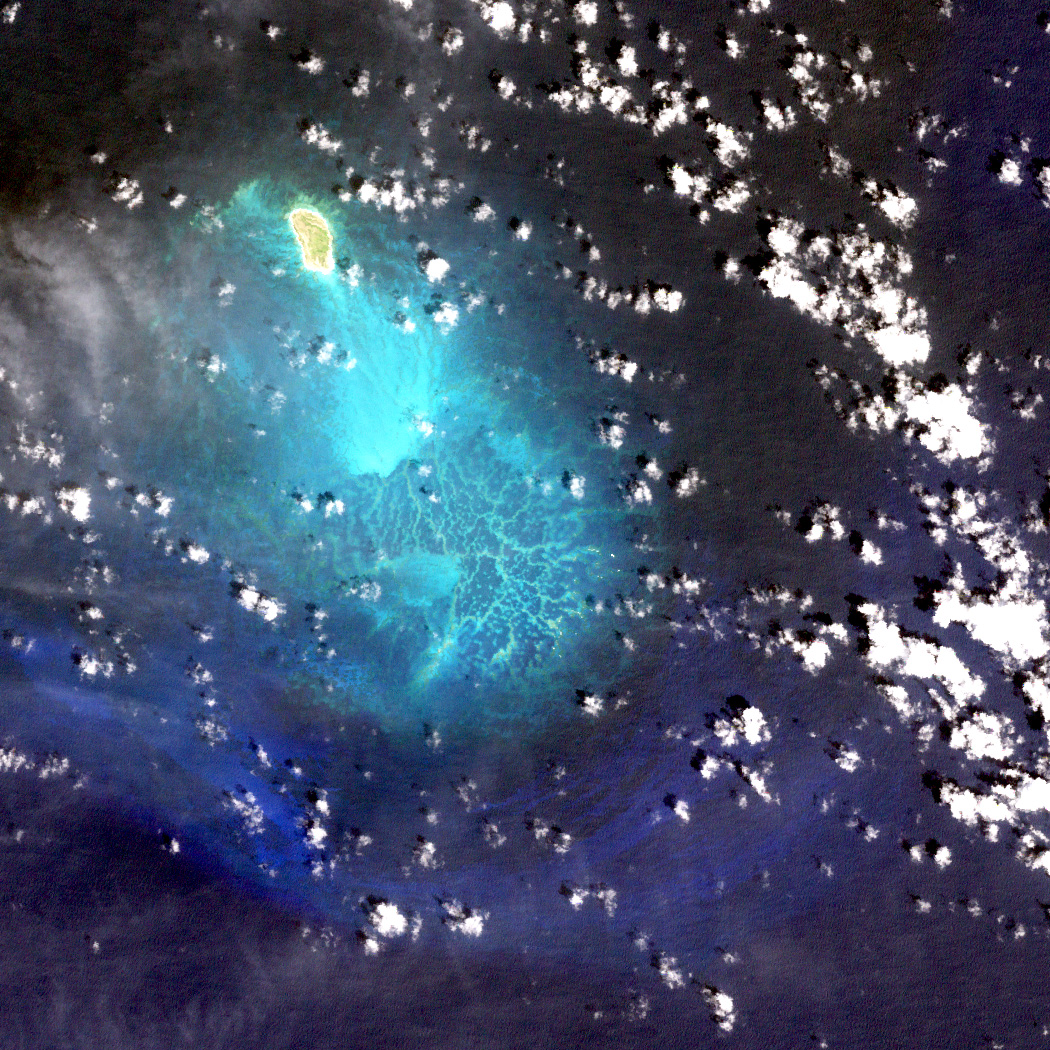
Műholdfelvétel a Néva-zátonyról

## Fordítás
Ez a szócikk részben vagy egészben  a   Lisianski Island című angol Wikipédia-szócikk ezen változatának fordításán alapul.  Az eredeti cikk szerkesztőit annak laptörténete sorolja fel. Ez a jelzés csupán a megfogalmazás eredetét és a szerzői jogokat jelzi, nem szolgál a cikkben szereplő információk forrásmegjelöléseként.